# NIOS
Le NIOS est un processeur softcore propriétaire de Altera. Il est basé sur un cœur RISC 32 bits. Il est doté du bus Avalon.

## Principaux outils de développement
- L'implémentation du NIOS dans le FPGA se fait à partir de Quartus.
- Le développement du cœur et de ses composants (« Briques IP ») s'effectue à l'aide du « SOPC Builder ».
- Le développement du logiciel s'effectue en C sous NIOS IDE (Windows) ou en utilisant nios2-toolchain sous Linux.

## Systèmes d'exploitation compatibles
- µCLinux
- eCos
- MicroC/OS-II